# 1908年ロンドンオリンピックの陸上競技
1908年ロンドンオリンピックの陸上競技（1908ねんロンドンオリンピックのりくじょうきょうぎ）は、1908年7月13日から7月25日までの競技日程で実施された。

## 概要
男子競技のみ26種目で争われた。

## 競技結果
| 種目                | 金                                                                                             | 金        | 銀                                                                                 | 銀                                        | 銅                                                                             | 銅        |
| ------------------- | ---------------------------------------------------------------------------------------------- | --------- | ---------------------------------------------------------------------------------- | ----------------------------------------- | ------------------------------------------------------------------------------ | --------- |
| 100m                | レジー・ウォーカー 南アフリカ (RSA)                                                            | 10秒8     | ジェームズ・レクター アメリカ合衆国 (USA)                                          | 10秒9                                     | ボビー・カー カナダ (CAN)                                                      | 11秒0     |
| 200m                | ボビー・カー カナダ (CAN)                                                                      | 22秒6     | ロバート・クルーヘン アメリカ合衆国 (USA)                                          | 22秒6                                     | ネイト・カートメル アメリカ合衆国 (USA)                                        | 22秒7     |
| 400m                | ウィンダム・ハルスウェル イギリス (GBR)                                                        | 50秒0     | 該当者なし                                                                         |                                           | 該当者なし                                                                     |           |
| 800m                | メルビン・シェパード アメリカ合衆国 (USA)                                                      | 1分52秒8  | エミリオ・ルンギ イタリア (ITA)                                                    | 1分54秒2                                  | ハンス・ブラウン ドイツ (GER)                                                  | 1分55秒2  |
| 1500m               | メルビン・シェパード アメリカ合衆国 (USA)                                                      | 4分03秒4  | ハロルド・ウィルソン イギリス (GBR)                                                | 4秒03秒6                                  | ノーマン・ハローズ イギリス (GBR)                                              | 4分04秒0  |
| 5マイル             | エミール・ボイト イギリス (GBR)                                                                | 25分11秒2 | エドワード・オーウェン イギリス (GBR)                                              | 25分24秒0                                 | ヨハン・スヴァンベリ スウェーデン (SWE)                                        | 25分37秒2 |
| マラソン            | ジョニー・ヘイズ アメリカ合衆国 (USA)                                                          | 2:55:18   | チャールズ・ヘフェロン 南アフリカ (RSA)                                            | 2:56:06                                   | ジョゼフ・フォーショウ アメリカ合衆国 (USA)                                    | 2:57:10   |
| 110mハードル        | フォレスト・スミスソン アメリカ合衆国 (USA)                                                    | 15秒0     | ジョン・ギャレルズ アメリカ合衆国 (USA)                                            | 15秒7                                     | アーサー・ショウ アメリカ合衆国 (USA)                                          | 15秒8     |
| 400mハードル        | チャールズ・ベーコン アメリカ合衆国 (USA)                                                      | 55秒0     | ハリー・ヒルマン アメリカ合衆国 (USA)                                              | 55秒3                                     | レナード・トレメール イギリス (GBR)                                            | 57秒0     |
| 3200m障害           | アーサー・ラッセル イギリス (GBR)                                                              | 10分47秒8 | アーチー・ロバートソン イギリス (GBR)                                              | 10分48秒4                                 | ジョン・アイセル アメリカ合衆国 (USA)                                          | 11分00秒8 |
| 1600mメドレーリレー | アメリカ合衆国 ウィリアム・ハミルトン ネイト・カートメル ジョン・テイラー メルビン・シェパード | 3分29秒4  | ドイツ アルトゥール・ホフマン ハンス・アイケ オットー・トリーロフ ハンス・ブラウン | 3分32秒4                                  | ハンガリー シモン・パール フリジェシュ・メセイ ヨージェフ・ナジ ボドル・エデン | 3分32秒5  |
| 3マイル団体         | イギリス ジョセフ・ディーキン アーチー・ロバートソン ウィリアム・コールズ                      | 6点       | アメリカ合衆国 ジョン・アイセル ジョージ・ボンハーグ ハーバート・トゥルーブ        | 19点                                      | フランス ルイ・ド・フルーラック ジョゼフ・ドレエル ポール・リザンディエ        | 32点      |
| 3500m競歩           | ジョージ・ラーナー イギリス (GBR)                                                              | 14分55秒0 | アーネスト・ウェブ イギリス (GBR)                                                  | 15分07秒4                                 | ハリー・カー オーストララシア (ANZ)                                            | 15分43分4 |
| 10マイル競歩        | ジョージ・ラーナー イギリス (GBR)                                                              | 1:15:57   | アーネスト・ウェブ イギリス (GBR)                                                  | 1:17:31                                   | エドワード・スペンサー イギリス (GBR)                                          | 1:21:20   |
| 走幅跳              | フランク・アイアンズ アメリカ合衆国 (USA)                                                      | 7m48cm    | ダニエル・ケリー アメリカ合衆国 (USA)                                              | 7m09cm                                    | カルビン・ブリッカー カナダ (CAN)                                              | 7m08cm    |
| 三段跳              | ティモシー・エイハーン イギリス (GBR)                                                          | 14m91cm   | ガーフィールド・マクドナルド カナダ (CAN)                                          | 14m76cm                                   | エドヴァルド・ラシェン ノルウェー (NOR)                                        | 14m39cm   |
| 走高跳              | ハリー・ポーター アメリカ合衆国 (USA)                                                          | 1m90cm    | ジョルジュ・アンドレ フランス (FRA)                                                | 1m88cm                                    | 該当者なし                                                                     |           |
| 走高跳              | ハリー・ポーター アメリカ合衆国 (USA)                                                          | 1m90cm    | コーネリアス・リー イギリス (GBR)                                                  | 1m88cm                                    | 該当者なし                                                                     |           |
| 走高跳              | ハリー・ポーター アメリカ合衆国 (USA)                                                          | 1m90cm    | イシュトヴァン・ソモディ ハンガリー (HUN)                                          | 1m88cm                                    | 該当者なし                                                                     |           |
| 棒高跳              | エドワード・クック アメリカ合衆国 (USA)                                                        | 3m71cm    | 該当者なし                                                                         |                                           | エドワード・アーチボルド カナダ (CAN)                                          | 3m58cm    |
| 棒高跳              | エドワード・クック アメリカ合衆国 (USA)                                                        | 3m71cm    | 該当者なし                                                                         | クレア・ジェイコブス アメリカ合衆国 (USA) |                                                                                | 3m58cm    |
| 棒高跳              | アルフレッド・ギルバート アメリカ合衆国 (USA)                                                  | 3m71cm    | 該当者なし                                                                         |                                           |                                                                                | 3m58cm    |
| 棒高跳              | ブルーノ・ゼーダーシュトレーム スウェーデン (SWE)                                              | 3m71cm    | 該当者なし                                                                         |                                           |                                                                                | 3m58cm    |
| 立ち幅跳び          | レイ・ユーリー アメリカ合衆国 (USA)                                                            | 3m33cm    | コンスタンティノス・ツィクリティラス ギリシャ (GRE)                                | 3m23cm                                    | マーチン・シェリダン アメリカ合衆国 (USA)                                      | 3m22cm    |
| 立ち高跳び          | レイ・ユーリー アメリカ合衆国 (USA)                                                            | 1m57cm    | ジョン・ビラー アメリカ合衆国 (USA)                                                | 1m55cm                                    | 該当者なし                                                                     |           |
| 立ち高跳び          | レイ・ユーリー アメリカ合衆国 (USA)                                                            | 1m57cm    | コンスタンティノス・ツィクリティラス ギリシャ (GRE)                                | 1m55cm                                    | 該当者なし                                                                     |           |
| 砲丸投              | ラルフ・ローズ アメリカ合衆国 (USA)                                                            | 14m21cm   | デニス・ホーガン イギリス (GBR)                                                    | 13m62cm                                   | ジョン・ギャレルズ アメリカ合衆国 (USA)                                        | 13m18cm   |
| 円盤投              | マーチン・シェリダン アメリカ合衆国 (USA)                                                      | 40m89cm   | メリット・ギフィン アメリカ合衆国 (USA)                                            | 40m70cm                                   | マーキーズ・ホア アメリカ合衆国 (USA)                                          | 39m45cm   |
| ハンマー投          | ジョン・フラナガン アメリカ合衆国 (USA)                                                        | 51m92cm   | マット・マクグラス アメリカ合衆国 (USA)                                            | 51m18cm                                   | コン・ウォルシュ カナダ (CAN)                                                  | 48m50cm   |
| やり投              | エリック・レミング スウェーデン (SWE)                                                          | 54m83cm   | アルネ・ハルセ ノルウェー (NOR)                                                    | 50m58cm                                   | オットー・ニルション スウェーデン (SWE)                                        | 47m11cm   |
| ギリシャ式円盤投げ  | マーチン・シェリダン アメリカ合衆国 (USA)                                                      | 38m00cm   | マーキーズ・ホア アメリカ合衆国 (USA)                                              | 37m32cm                                   | ヴェルネル・ヤルビネン フィンランド (FIN)                                      | 36m48cm   |
| やり投げ自由形      | エリック・レミング スウェーデン (SWE)                                                          | 54m45cm   | ミハリス・ドリザス ギリシャ (GRE)                                                  | 51m36cm                                   | アルネ・ハルセ ノルウェー (NOR)                                                | 49m73cm   |

## 各国メダル数
| 順 | 国・地域               | 金 | 銀 | 銅 | 計 |
| -- | ---------------------- | -- | -- | -- | -- |
| 1  | アメリカ合衆国 (USA)   | 16 | 10 | 8  | 34 |
| 2  | イギリス (GBR)         | 7  | 7  | 3  | 17 |
| 3  | スウェーデン (SWE)     | 2  | 0  | 3  | 5  |
| 4  | カナダ (CAN)           | 1  | 1  | 4  | 6  |
| 5  | 南アフリカ (RSA)       | 1  | 1  | 0  | 2  |
| 6  | ギリシャ (GRE)         | 0  | 3  | 0  | 3  |
| 7  | ノルウェー (NOR)       | 0  | 1  | 2  | 3  |
| 8  | フランス (FRA)         | 0  | 1  | 1  | 2  |
| 8  | ドイツ (GER)           | 0  | 1  | 1  | 2  |
| 8  | ハンガリー (HUN)       | 0  | 1  | 1  | 2  |
| 11 | イタリア (ITA)         | 0  | 1  | 0  | 1  |
| 12 | オーストララシア (ANZ) | 0  | 0  | 1  | 1  |
| 12 | フィンランド (FIN)     | 0  | 0  | 1  | 1  |